# Сеит-Абдулла Озенбашлы
Сеи́т-Абдулла́ Озенбашлы́ (крымскотат. Seid Abdulla Özenbaşlı; 1867, Бахчисарай — 1924, Симферополь) — крымскотатарский писатель, драматург, музыкант. Отец Амета Озенбашлы.

## Известная биография
Сеит-Абдулла Озенбашлы родился в 1867 году в Бахчисарае. Начальное образование получил у местного учителя Усеина Эфенди. Благодаря своей старательности и таланту он самостоятельно изучил арабский, персидский и русский языки. В молодости, отдавая предпочтение коммерческой деятельности, работал счетоводом в торговом доме известного богача Аджи Абдуллы. В это же время работал в газете «Терджиман» (Переводчик).
В Бахчисарае, в кофейне «Аврупа», было создано подобие клуба новых идей. Каждый день там горячо дискутировали правые. Наконец, из их среды выделились крайне левые и перешли в кофейню «Чубукчи». Среди этой совсем молодой плеяды были Усеин Боданинский, Ахмет Нуриддин, Мехметшах Акчурин, Пычакчи Мустафа и вместе с ними Сеит Ибраим и Сеит Абдулла Озенбашлы.
Среди крымских татар одним из первых написал произведения для театра. В 1900 году в Бахчисарае была создана первая театральная постановка по одному из произведений Сеит Абдуллы Озенбашлы «Оладжагъа чаре олмаз» («Чему быть - того не миновать»). В ней высмеивалась слепая вера татарина, слепое подчинение судьбе. При постановке он играл в этой пьесе женскую роль. С одной стороны — сама театральная постановка, с другой — мужчина в женской роли неимоверно возмутили жителей Бахчисарая. Автор и актёр Сеит Абдулла подвергся нападкам.
В апреле 1902 года Озенбашлы открыл мастерскую в Бахчисарае, где обучал молодежь различным ремёслам. По свидетельству современников он был искусным мастером вышивки и каллиграфии, а также превосходным исполнителем восточной музыки.
Некоторые из написанных им стихотворений были опубликованы в газетах того времени. В истории крымскотатарской литературы известен рукописный вариант его книги «Акъикъат сеси» (Голос правды). Большинство его стихов отражает национальный быт крымских татар и обличает в резкой форме жадность, хитрость, жадность, азартные игры, которые бытовали в то время.
Был похоронен на Старом крымскотатарском кладбище Симферополя, могила была уничтожена при его сносе.

## Семья
Сын — Амет Озенбашлы крымскотатарский писатель, драматург, врач, общественный и политический деятель.

## Творчество
- «Багъчасарай дестаны» (Бахчисарайская легенда): Керим И. Гаспринскийнинъ «джанлы» тарихи 1883—1914.- Акъмесджит, 1999.- С. 104—106.
- «Оладжагъа чаре олмаз» (Чему быть, того не миновать): Пьеса.-- Багъчасарай, 1902.-- 23 сек.// Керим И. Къырымтатар эдебияты.- Акъмесджит, 1995.- С. 97-109 // Йылдыз.- 1995.- № 1.- С. 17-31.
- «Эй, гонъюль» (Эй, сердце): Стихотворение, Керим И. Гаспринскийнинъ «джанлы» тарихи 1883—1914.- Акъмесджит, 1999.- С. 101—103.